# Primera División de Chile 1935
Primera División de Chile 1935 var den chilenska högstaligan i fotboll för herrar för säsongen 1935, som slutade med att Magallanes vann mästerskapet.

## Sluttabell
| Plac | Lag                | Poäng | S  | V | O | F | GM | IM | MSK |
| ---- | ------------------ | ----- | -- | - | - | - | -- | -- | --- |
| 1    | Magallanes         | 14    | 10 | 7 | 0 | 3 | 35 | 19 | 16  |
| 2    | Audax Italiano     | 13    | 10 | 6 | 2 | 2 | 40 | 28 | 12  |
| 3    | Santiago Badminton | 12    | 10 | 5 | 1 | 4 | 28 | 28 | 0   |
| 4    | Colo-Colo          | 11    | 10 | 5 | 2 | 3 | 28 | 23 | 5   |
| 5    | Unión Española     | 6     | 10 | 2 | 1 | 7 | 14 | 29 | -15 |
| 6    | Santiago FC        | 4     | 10 | 0 | 4 | 6 | 20 | 38 | -18 |

Audax Italiano och Colo-Colo fick en poängs avdrag medan Badminton och Unión Española fick ytterligare en poäng, detta av okänd anledning.
| Primera División Vinnare av Primera División 1935 |
| ------------------------------------------------- |
| Chile                                             |
| Magallanes 3:e titeln                             |